# Teuce
Teuce (in sloveno Tevče) è un paese della Slovenia, frazione del comune di Aidussina.
La località, che si trova a 173,2 metri s.l.m. e a 23,3 chilometri dal confine italiano, è situata sulle colline del Vipacco (Vipavski griči) a 4.7 km dal capoluogo comunale.

L'insediamento (naselja) è anche costituito dagli agglomerati di: Gorjani e Vidmarji.
Durante il dominio asburgico Teuce fu frazione del comune di Samaria.